# Ahmet III
Ahmet III (30 de desembre de 1673 — 1 de juliol de 1736) va ser el 23è soldà de l'Imperi Otomà entre el 1703 i el 1730. Fill de Mehmet IV (1648-87), va succeir el seu germà Mustafà II (1695-1703) quan aquest va abdicar (21 d'agost del 1703) després d'una revolta dels geníssers. El seu regnat és recordat principalment pel període d'obertura a Europa i renovació cultural en què el seu gendre i visir Nevşehirli Damat İbrahim Paixà va dirigir el govern, de 1718 a 1730, que és conegut com l'època de les tulipes.

## Ascens al tron i conflicte amb Rússia
Els primers temps es va dedicar a reprimir als que havien participat en la revolta del 1703, i molts, només per sospites foren deposats, desterrats o executats. Els efectius dels geníssers foren reduïts. Va canviar quatre vegades de gran visir en els primers tres anys sense que cap li fes el pes. El 1705 els àrabs Banu Muntafik de Bàssora es van revoltar per un temps. El maig de 1706 va nomenar Çorlulu Ali Paixà amb el qual finalment va aconseguir l'estabilitat. En els següents vuit anys va estar influenciat per un grup de cortesans dirigits per la Walida Sultan, el Kizlar Aghasi i el favorit conegut més tard com Silahdar Damad Ali Paixà. El 1706-1707 es va produir agitació entre els armenis instigat per la propaganda jesuïta. El 1708 les forces a Algèria van conquerir Orà (Wahran) als espanyols.
Davant l'amenaça expansionista de la Rússia de Pere I de Rússia, Ahmed III va procurar bones relacions amb França i va donar refugi a Carles XII de Suècia després de la derrota de l'Imperi Suec a mans de Pere I de Rússia en 1709 en la batalla de Poltava, durant la Gran Guerra del Nord. Carles, ajudat per l'ambaixador francès i el representant venecià, va aconseguir, el 1710, de convèncer el soldà de declarar la guerra a Rússia. El gran visir Çorlulu Ali Paixà que havia renovat el tractat amb Rússia, fou destituït (juny del 1710) i el va substituir Köprülü Numan Paixà, però com que va apuntar idees pròpies fou destituït el setembre i substituït Baltadji Mehmed Paixà que ja havia demostrat la seva incompetència anteriorment; el 20 de novembre es va declarar la guerra a Rússia amb l'acusació de la construcció pel tsar de vaixells de guerra a Azov i la construcció d'algunes fortaleses a la frontera, a més de la ingerència russa al Kanat de Crimea i entre els ciutadans ortodoxos resident a l'Imperi Otomà.
L'hospodar de Moldàvia Demetri Cantemir va trair al sultà (igual que ho va fer l'hospodar de Valàquia) i va deixar passar als russos pel seu territori però no en va poder assegurar el subministrament. Llavors el principal exèrcit dels otomans, que marxava cap a Ibrahil, va infligir una important derrota als russos en la batalla del Pruth (1711) i, pel tractat de pau d'aquest nom el tsar va comprometre's a enderrocar la fortalesa de Taganrog i altres fortaleses objecte de litigi, i retornar Azov als turcs. Però aquestes concessions eren molt minses davant el que el tsar estava disposat a concedir i el gran visir fou sospitós d'haver acceptat un suborn; al cap de tres mesos fou destituït.
Carles de Suècia va seguir pressionant per la guerra cosa que li facilitava el mateix tsar al refusar complir amb el tractat. Fruit d'aquests esforços foren tres declaracions de guerra, el desembre del 1711, el novembre del 1712, i l'abril del 1713, que no van anar seguides d'accions militars perquè cada vegada, al darrer minut, el tsar feia concessions. El 27 de juny del 1713 el favorit del sultà Shehid Silahdar Damad Ali Paixà fou nomenat gran visir i va afavorir l'opció de la pau amb Rússia. El 1712-1713 es va produir una revolta a Egipte. Una revolta a Montenegro instigada per Rússia fou reprimida.
Finalment el juny de 1713 es va signar amb Rússia el tractat de pau d'Adrianòpolis, per 25 anys, que confirmava els termes del tractat del Pruth. Carles, que no volia sortir de l'Imperi, fou expulsat per la força la primavera del 1714, des de Bender a Demòtica i després a una localitat prop d'Adrianòpolis i a la tardor obligat a sortir del país amb les seves tropes, passant per Valàquia, Transsilvània i Hongria.

## Conflicte amb Venècia
El vladika montenegrí, després de la revolta reprimida, s'havia refugiat (amb altres caps rebels) amb els venecians a Morea; quan Turquia va demanar la seva entrega li fou refusada i l'Imperi va declarar la guerra a la república el 9 de desembre del 1714. El govern venecià era molt impopular entre els ortodoxos grecs de Morea i ja havien fet gestions per aconseguir el restabliment de la sobirania otomana. Un exèrcit otomà dirigit pel gran visir, va ocupar Morea en dos mesos (maig i juny del 1715); mentre la flota va ocupar Tenos, Egina, Cèrigo i Santa Maura, i de les fortaleses de Suda i Spinalonga a Creta. Aquest avanç otomà va alarmar a Àustria que el 1716 es va aliar a Venècia i el juny va dirigir un ultimàtum a la Porta (govern otomà) que va obligar a aquesta declarar la guerra. A Moldàvia i Valàquia es va iniciar (1716) el sistema de nomenament de fanariotes grecs (els fanariotes rebien aquest nom perquè inicialment eren originaris del barri comercial de Fanar a Istanbul).
La guerra amb Àustria es va iniciar amb un atac del Kapudan Pasha a Corfú que fou rebutjat; tot seguit els imperials dirigits pel príncep Eugeni de Savoia van infligir als otomans (l'exèrcit principal manat pel gran visir) una important derrota a Petrovaradin o Peterwardein (1716). Shehid Silahdar Damad Ali Paixà va quedar ferit de mort i el va substituir un altre favorit del sultà, Newshehirli Ibrahim Paixà que es va casar amb la vídua nominal del gran visir, la jove Fatima Sultan de 13 anys, filla del sultà, i va rebre el títol de Damad. Eugeni de Savoia va ocupar Temesvar, el Banat i la Petita Valàquia (tardor) i a l'estiu del 1717 va posar setge a Belgrad davant la qual un exèrcit otomà de reforç fou derrotat el 16 d'agost; tres dies després Belgrad va capitular (19 d'agost); un atac austríac a Bòsnia va fracassar i ja no hi va haver més batalles. La Porta va fer propostes de pau que van portar al tractat de Passarowitz (21 de juliol de 1718). Belgrad, Banat, la Petita Valàquia eren cedits a Àustria però l'Imperi Otomà conservava Morea, els ports cretencs i l'illa de Tenos, i els districtes del sud-est de l'Hercegovina; Venècia recuperava Cèrigo i les altres illes capturades pels otomans i les fortaleses perdudes a Albània i Dalmàcia; un acord comercial (separat) garantia als austríacs i venecians diverses avantatges.

## Era Tulipa

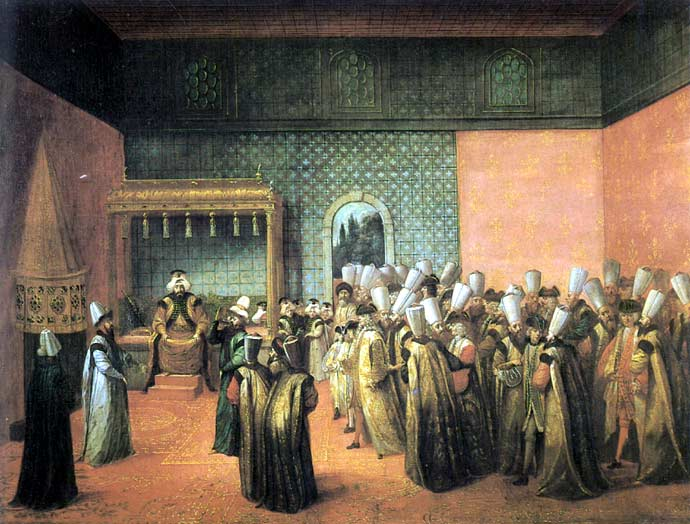
Audiència amb el soldà Ahmet III, de Jean-Baptiste van Mour

A partir de 1718 es va iniciar un període que rep el nom de l'època de les tulipes (lale dewri) en el qual s'inicià una renovació cultural i econòmica. Es va donar suport a la literatura i l'art, i a Istanbul s'utilitzà per primer cop la impremta amb caràcters aràbics. La política anava dirigida a evitar les guerres però l'ensorrament de la Pèrsia safàvida culminada amb la conquesta d'Esfahan pels afgans el 1722, van deixar aquest país en un període d'anarquia. Els otomans van aprofitar per ocupar Tblisi el 1723 mentre Rússia ocupava Derbent i Bakú (1724); la situació amenaçava una guerra entre Rússia i l'Imperi Otomà. Un tractat entre Turquia i Rússia fou signat estipulant un repartiment: Pere el Gran es quedava amb Derbent, Bakú i Gilan, i Ahmet III amb Geòrgia, Erevan, Xirvan i l'Azerbaidjan i el territori persa a l'oest de la línia Ardebil-Hamadan. Els otomans van ocupar aquesta zona on es van crear deu nous eyalats; l'abril del 1725 l'afgà Àixraf va agafar el títol de xa i va exigir la retirada otomana. La Porta va refusar (novembre del 1726). Àixraf va atacar i inicialment va derrotar el paixà que dirigia l'exèrcit turc a Pèrsia, però el 1727 Àixraf es va veure forçat a signar la pau i va haver de reconèixer la sobirania otomana sobre els territoris ocupats. Fou llavors quan es va produir una segona revolta dels àrabs a Bàssora que fou reprimida (1727-1728) i al mateix temps es va reproduir l'agitació entre els armenis i una revolta a Egipte.
El 1729 Àixraf fou enderrocat per Nadir Shah i el 1730 aquest va derrotar els otomans i els va expulsar de tots els territoris ocupats.
Les derrotes contra els afganesos i la pompa i luxes de què envoltaven al soldà i als seus oficials, el seu nepotisme i la seva política fiscal, el feren impopular; a més les reformes militars havien alarmat als geníssers. El 28 de setembre de 1730 va esclatar un motí de disset geníssers liderats per l'albanès Patrona Halil. El sultà i el seu gran visir van dubtar a reprimir la revolta, que va trobar suport entre la població i l'exèrcit a Istanbul. Milers de persones, molts armats, es van reunir a At Meydanı; Ahmet III i el gran visir eren a Üsküdar però a la nit van tornar al palau a la capital; durant dos dies van negociar amb els rebels, que exigien l'entrega del gran visir, del Shaykh al-Islam, del Kapudan Pasha, del Kahya Bey i altres destacats personatges; el 30 de setembre de 1730 a la nit, mancat de suport a l'exèrcit, el soldà va fer matar el gran visir, al Kapudan Pasha i al Kahya Bey, els cadàvers dels quals foren lliurats als rebels el matí del dia 1 d'octubre. El sultà oferia abdicar a canvi de què la vida i de la seva família fos respectada. La condició fou acceptada i fou proclamat el seu nebot Mahmut I al que es va jurar lleialtat com a soldà de l'Imperi.
Va retirar-se a viure reclòs dins del Palau on va morir sis anys després.